# Girl (альбом Фаррелла Вільямса)
Girl (стилізовано як G I R L) — другий студійний альбом американського музиканта Фаррелла Вільямса, випущений 3 березня 2014 року лейблами I Am Other і Columbia Records. Він містить гостьову участь Джастіна Тімберлейка, Майлі Сайрус, Daft Punk, ДжоДжо та Аліші Кіз.

## Історія створення
У 2013 році Фаррелл Вільямс виконав сингл «Get Lucky» разом з Daft Punk. Після повернення з паризьких сесій звукозапису він відвідав зустріч із менеджерами звукозаписних компаній, які сказали, що результати були «вражаючими» і що «Get Lucky» буде наступним синглом Daft Punk. Вони також зробили Вільямсу пропозицію записати власний альбом, на що він швидко погодився. 17 грудня 2013 року було оголошено, що він підписав контракт з Columbia Records і планує випустити свій другий студійний альбом у 2014 році. 18 лютого 2014 року Фаррелл оприлюднив трейлер альбому.

## Про альбом
Цей альбом описується як феміністичний «майже концептуальний» альбом. Під час інтерв’ю після вручення премії Brit Awards 2014 Фаррелл сказав, що використання великих літер і подвійний інтервал у назві альбому розроблено навмисно: «Тому що, коли ви дивитесь на це, це виглядає трохи дивно... Тому що суспільство трохи неврівноважене». Він додав, що цим альбомом він хотів вшанувати жіночі фігури у своєму житті.

### Сингли
21 листопада 2013 року була вперше випущена пісня «Happy». Вона була спочатку включена до саундтреку «Нікчемний Я 2». «Happy» була перевидана 16 грудня 2013 року як головний сингл альбому. 24 листопада Фаррелл випустив перший 24-годинний кліп на пісню. Вона мала комерційний успіх, посіла перше місце в чарті Billboard Hot 100, очолила чарти в 19 інших країнах і потрапила в першу десятку в кількох інших. «Happy» була номінована як найкраща пісня до фільму на 86-й церемонії вручення премії «Оскар».
10 березня 2014 року був випущений другий сингл «Marilyn Monroe». Третім синглом став «Come Get It Bae», який був випущений 20 травня 2014 року. 24 жовтня 2014 року на італійському сучасному хіт-радіо був випущений «Gust of Wind» як четвертий сингл . «It Girl» був випущений на британському сучасному хіт-радіо 10 листопада 2014 року як п’ятий сингл альбому.

## Комерційний успіх
Girl дебютував під номером два в Billboard 200, продавши 113 000 примірників за перший тиждень. На другому тижні альбом опустився на п’яте місце в чарті, продавши 45 000 копій. Станом на лютий 2015 року в США було продано 591 000 копій альбому. У Великобританії альбом дебютував під номером один. Станом на лютий 2015 року було продано 320 000 примірників у Великобританії, що принесло йому золотий сертифікат.

## Критика
Girl отримав загалом позитивні відгуки. Альбом отримав середню оцінку 67 на основі 35 рецензій на Metacritic, який призначає нормалізований рейтинг із 100 рецензій від основних видань. Агрегатор AnyDecentMusic? поставили йому 6,5 з 10 на основі їхньої оцінки критичного консенсусу.
Реджі Угву з журналу Billboard дав альбому чотири з половиною зірки з п'яти і написав, що альбом є «безжально позитивним і несвідомо радісним тур де форс». Енді Келлман з AllMusic зазначив, що «тут з’являється безтурботне соул-повернення, майже в середині. Воно не звучить недоречно в наборі бадьорого, цукеркового поп-ритм-енд-блюзу, який звучить відносно сучасно, приправлений деякими елементи ритм-енд-блюзу від середини до кінця 60-х і цього солодкого споту кінця 70-х до початку 80-х». Він дав альбому чотири зірки з п'яти. Рід Джексон з XXL дав альбому оцінку XL, сказавши, що «Girl не тільки є належним відображенням його творчості, але завдяки гучним запрошенням (Тімберлейк, Сайрус, Daft Punk) і кільком радіостанційним синглам, він також має досягти успіху в чартах і сприяти його репутації поп-ікони. Нехай його гарячий шлях продовжується».

## Список композицій
- Усі пісні спродюсовані Фарреллом Вільямсом.

| #     | Назва                                        | Автор(и)                                                                 | Тривалість |
| ----- | -------------------------------------------- | ------------------------------------------------------------------------ | ---------- |
| 1.    | «Marilyn Monroe»                             | Pharrell Williams, Ann Marie Calhoun, Hans Zimmer                        | 5:51       |
| 2.    | «Brand New» (разом з Джастіном Тімберлейком) | Pharrell Williams                                                        | 4:31       |
| 3.    | «Hunter»                                     | Pharrell Williams                                                        | 4:00       |
| 4.    | «Gush»                                       | Pharrell Williams                                                        | 3:54       |
| 5.    | «Happy»                                      | Pharrell Williams                                                        | 3:53       |
| 6.    | «Come Get It Bae»                            | Pharrell Williams                                                        | 3:21       |
| 7.    | «Gust of Wind»                               | Pharrell Williams, Thomas Bangalter, Guy-Manuel de Homem-Christo, Zimmer | 4:45       |
| 8.    | «Lost Queen»                                 | Pharrell Williams                                                        | 7:56       |
| 9.    | «Know Who You Are» (разом з Алішою Кіз)      | Pharrell Williams                                                        | 3:56       |
| 10.   | «It Girl»                                    | Pharrell Williams                                                        | 4:49       |
| 46:54 |                                              |                                                                          |            |

| Японський бонус-трек | Японський бонус-трек | Японський бонус-трек | Японський бонус-трек |
| #                    | Назва                | Автор(и)             | Тривалість           |
| -------------------- | -------------------- | -------------------- | -------------------- |
| 11.                  | «Smile»              | Pharrell Williams    | 3:46                 |
| 50:40                |                      |                      |                      |

## Чарти
| Чарт (2014)                                            | Пікова позиція |
| ------------------------------------------------------ | -------------- |
| Австралія Australian Albums (ARIA)                     | 1              |
| Австралія Australian Urban Albums (ARIA)               | 33             |
| Австрія Austrian Albums (Ö3 Austria)                   | 4              |
| Бельгія Belgian Albums (Ultratop Flanders)             | 1              |
| Бельгія Belgian Albums (Ultratop Wallonia)             | 2              |
| Канада Canadian Albums (Billboard)                     | 2              |
| Хорватія Croatian International Albums (HDU)           | 9              |
| Чехія Czech Albums (ČNS IFPI)                          | 4              |
| Данія Danish Albums (Hitlisten)                        | 1              |
| Нідерланди Dutch Albums (MegaCharts)                   | 2              |
| Фінляндія Finnish Albums (Suomen virallinen lista)     | 7              |
| Франція French Albums (SNEP)                           | 1              |
| Німеччина German Albums (Offizielle Top 100)           | 2              |
| Угорщина Hungarian Albums (MAHASZ)                     | 6              |
| Ірландія Irish Albums (IRMA)                           | 3              |
| Італія Italian Albums (FIMI)                           | 1              |
| Японія Japanese Albums (Oricon)                        | 3              |
| Японія Japanese International Albums (Billboard Japan) | 1              |
| Нова Зеландія New Zealand Albums (Recorded Music NZ)   | 2              |
| Норвегія Norwegian Albums (VG-lista)                   | 1              |
| Польща Polish Albums (ZPAV)                            | 3              |
| Португалія Portuguese Albums (AFP)                     | 4              |
| Шотландія Scottish Albums (OCC)                        | 1              |
| ПАР South African Albums (RISA)                        | 14             |
| Південна Корея South Korean Albums (Gaon)              | 18             |
| Іспанія Spanish Albums (PROMUSICAE)                    | 6              |
| Швеція Swedish Albums (Sverigetopplistan)              | 2              |
| Швейцарія Swiss Albums (Schweizer Hitparade)           | 1              |
| Велика Британія UK Albums (OCC)                        | 1              |
| Велика Британія UK R&B Albums (OCC)                    | 1              |
| США Billboard 200                                      | 2              |
| США Top R&B/Hip-Hop Albums (Billboard)                 | 1              |

| Чарт (2014)                                  | Позиція |
| -------------------------------------------- | ------- |
| Австралія Australian Albums (ARIA)           | 18      |
| Австрія Austrian Albums (Ö3 Austria)         | 69      |
| Бельгія Belgian Albums (Ultratop Flanders)   | 15      |
| Бельгія Belgian Albums (Ultratop Wallonia)   | 18      |
| Канада Canadian Albums (Billboard)           | 31      |
| Нідерланди Dutch Albums (Album Top 100)      | 20      |
| Франція French Albums (SNEP)                 | 19      |
| Німеччина German Albums (Offizielle Top 100) | 54      |
| Нова Зеландія New Zealand Albums (RMNZ)      | 28      |
| Польща Polish Albums (ZPAV)                  | 47      |
| Швеція Swedish Albums (Sverigetopplistan)    | 22      |
| Швейцарія Swiss Albums (Schweizer Hitparade) | 6       |
| Велика Британія UK Albums (OCC)              | 15      |
| США Billboard 200                            | 26      |
| США Top R&B/Hip-Hop Albums (Billboard)       | 4       |

| Чарт (2010–2019)  | Позиція |
| ----------------- | ------- |
| США Billboard 200 | 133     |

## Сертифікації
| Регіон | Сертифікація  | Продажі  |
| --- | ------------- | -------- |
| Австралія (ARIA) | Платиновий    | 70 000^  |
| Канада (Music Canada) | 2× Платиновий | 160 000  |
| Данія (IFPI Denmark) | Платиновий    | 20 000   |
| Франція (SNEP) | 2× Платиновий | 203,600  |
| Німеччина (BVMI) | Золотий       | 100 000^ |
| Японія (RIAJ) | Золотий       | 100 000^ |
| Нідерланди (NVPI) | Золотий       | 25 000^  |
| Польща (ZPAV) | Платиновий    | 20 000*  |
| Швеція (IFPI Sweden) | Золотий       | 20 000   |
| Швейцарія (IFPI Switzerland) | Золотий       | 10 000^  |
| Велика Британія (BPI) | Платиновий    | 320,000  |
| США (RIAA) | Золотий       | 591,000  |
| *продажі, що базуються лише на сертифікаціях · ^відвантаження, що базуються лише на сертифікаціях · продажі+прослуховування, що базуються лише на сертифікаціях |               |          |